# UShaka Marine World
Koordinaten: 29° 52′ 0″ S, 31° 2′ 36″ O

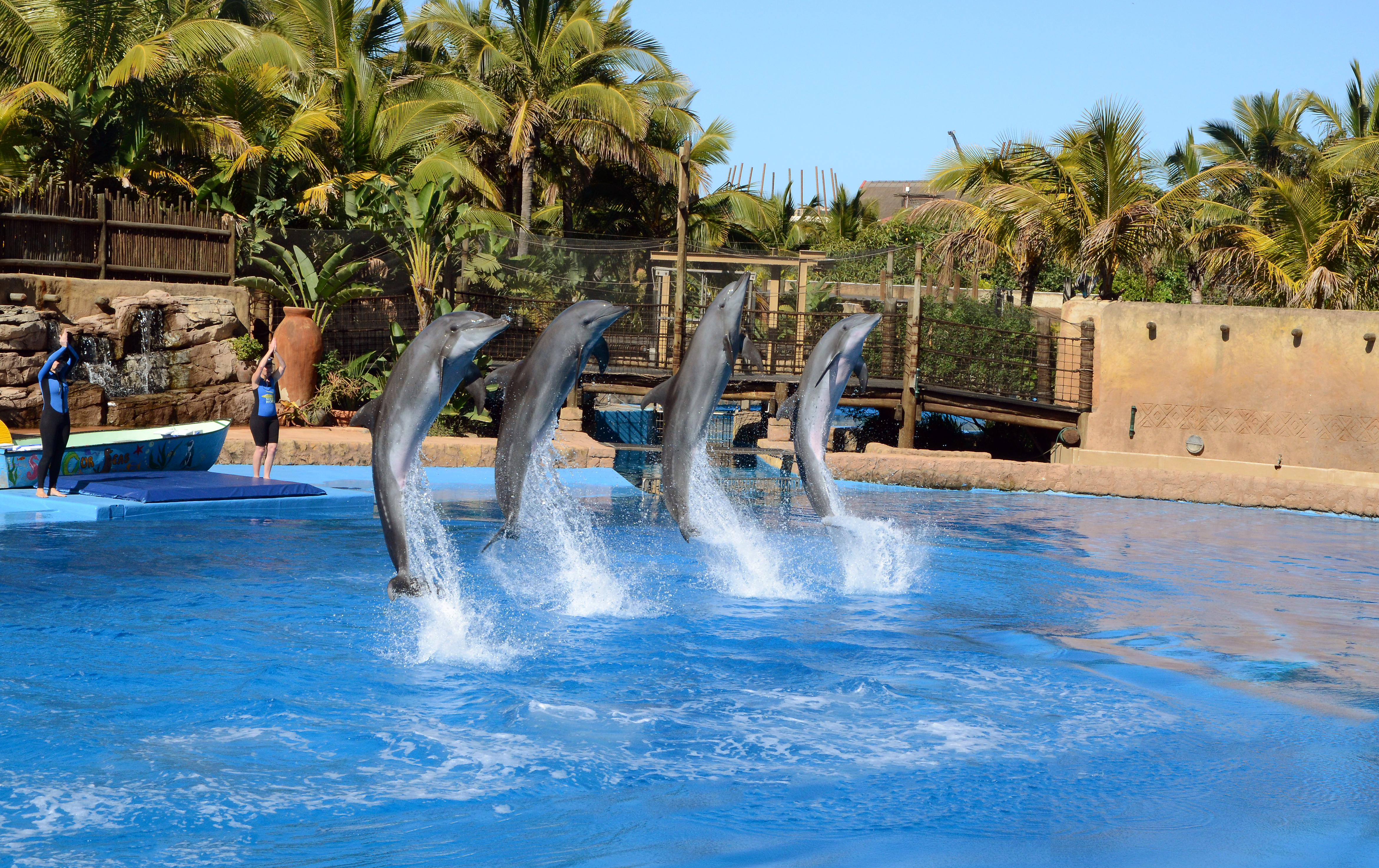
Delphin-Show

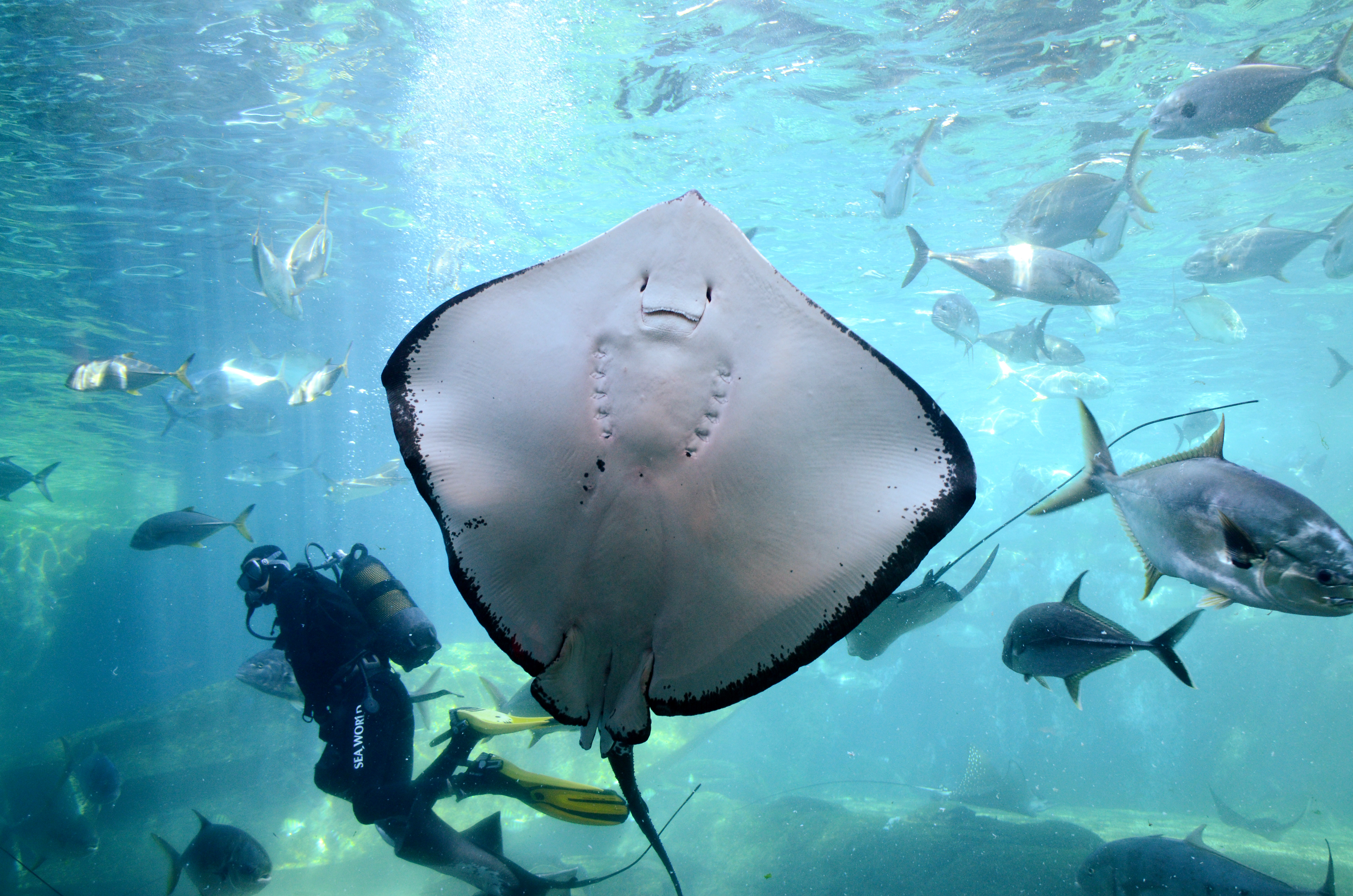
Mantarochen

uShaka Marine World ist ein Freizeitpark in Durban in der südafrikanischen Provinz KwaZulu-Natal. Der Park besteht aus sechs Bereichen: Sea World, Wet ’n Wild, uShaka Beach und Village Walk sind die ursprünglichen; neu sind Dangerous Creatures und Rayz Kids World. Der Park liegt auf einem Landstreifen zwischen Hafen und Strand. Er wurde in der ersten Phase der Neugestaltung des Durban Point als neues touristisches Zentrum der Stadt gebaut. Der Park wurde im Mai 2004 eröffnet. Bis 2023 gab es insgesamt 15 Millionen Besucher. 2018 wurde der Park als KZN’s Top Brand ausgezeichnet.

## Sea World
uShakas Sea World gehört zu den größten Aquarien der Welt. In 32 Becken und 17.500 Kubikmeter Wasser werden sehr unterschiedliche Tierarten ausgestellt, von kleinen Seepferdchen bis hin zu Haien und Delfinen. Der Eingangsbereich des Aquariums wurde einem Schiffswrack nachempfunden, in dem sich neben einigen Ausstellungsbecken auch mehrere Restaurants und Cafés befinden. Ein bemerkenswertes Restaurant ist das The Cargo Hold (deutsch „Der Frachtraum“). Dort besteht eine ganze Wand aus einem Aquarium, in dem Haie leben.
Das Delfinarium hat 1200 Plätze, Seehundshows können von 350 Besuchern gleichzeitig gesehen werden.
Zu den außergewöhnlichsten Fischarten in uShaka Sea World gehören:
- Sandtigerhaie
- Dunkle Riesenzackenbarsche (Epinephelus lanceolatus)
- Große Geigenrochen
- Hammerhaie
- Schleimaale

Außerdem können verschiedene Reptilien-, Amphibien- und Spinnenarten besichtigt werden. Einige dieser Tiere sind giftig.
Eine kurze Zeit lang beherbergte uShaka auch einen Mantarochen, der allerdings an das Georgia Aquarium in Atlanta weitergegeben wurde.
Weitere Attraktionen gehören zu den Island Activities („Inselaktivitäten“). Dort gibt es ein Schnorchelbecken. Man kann durch einen Käfig geschützt mit Haien tauchen und mit speziellen Geräten in ein dem Meeresboden nachempfundenen Becken entlanggehen.

## Wet ’n Wild
uShaka Wet ’n Wild ist ein Erlebnisbad, das Rutschen und Fahrgeschäfte anbietet. Die Attraktionen bieten einen großen Spielraum von einer gemütlichen Flussfahrt durch das Schiffswrack und vorbei an einigen Aquarien bis hin zu sehr steilen Rutschen. In uShaka steht die Wasserrutsche Drop Zone. Sie ist die höchste Rutsche Afrikas und wurde 2006 eröffnet. Um die Schwimmbecken herum gibt es eine große Grünfläche zum Ausruhen sowie Restaurants und Souvenirläden.

## Sonstiges
Nachdem 10.000 Menschen sich im Februar 2004 beim Durban Exhibition Centre für 300 Jobs im Wasserpark bewerben wollten, kam es zu einem Gedränge bei dem 70 Menschen verletzt wurden. Die Menschen hatte versucht sich in das Exhibition Cetnre zu drängen. Dabei wurden einige Personen an einen Stahlzaun gedrückt.
- Der uShaka Beach ist ein Strand, auf den die Besucher direkt vom Vergnügungspark aus Zutritt haben. Eine lange Pier führt ins Meer.
- Der Village Walk ist ein Rundweg durch einen Afrika-Themenbereich mit Restaurants, Cafés und anderen Läden.
- Rayz Kids World ist ein großer Spielplatz mit verschiedenen Spiel- und Unterhaltungsmöglichkeiten für Kinder.

Berichten zufolge hatte uShaka 2023 bereits seit mehreren Jahren finanzielle Schwierigkeiten. Der Park hatte Hilfen in Höhe von mehreren Millionen Rand erhalten. Im Februar 2024 schloss der Park kurzzeitig aufgrund fehlgeschlagener Gehaltsverhandlungen. So sollen 2016 eine Empfehlung für ein erhöhtes Gehalt von einer angeheuerten, externen Firma gemacht worden sein, die nicht beachtet wurde. Eine Putzkraft hätte bereits 2016 R9.500 erhalten sollen, das Gehalt lag 2024 allerdings immer noch bei R3.500. uShaka sagte das die Gehaltserhöhungen finanziell nicht tragbar seien. Bereits 2010 streikten die Mitarbeiter, da die damals geforderten Gehaltserhöhungen von 15 Prozent nicht erfüllt wurden.